# Bréal-sous-Montfort
Bréal-sous-Montfort è un comune francese di 5 043 abitanti situato nel dipartimento dell'Ille-et-Vilaine nella regione della Bretagna.

## Società

### Evoluzione demografica
Abitanti censiti